# Elachiptereicus
Elachiptereicus is een vliegengeslacht uit de familie van de halmvliegen (Chloropidae).

## Soorten
- E. italicus Duda, 1933